# Diagrama d'activitats

Diagrama d'Activitats

Un diagrama d'activitats és la representació gràfica d'un algoritme o procés. S'utilitza en diferents disciplines com la programació, l'economia, els processos industrials i la psicologia cognitiva.
En el Llenguatge unificat de modelat (UML), un diagrama d'activitats se centra en el flux d'activitats involucrades en un procés, generalment dins del marc d'un o diversos casos d'ús. Aquests mostren en quin ordre s'executen les diferents parts d'un procés i com depenen les unes de les altres. En cap cas proporcionen informació del comportament d'un objecte o de les col·laboracions entre objectes.

## Construcció
Un diagrama d'activitats està representat per un únic oval d'inici i un altre de final; encara que poden tenir-ne més d'un, sempre que es compleixi la lògica requerida.
Accions prèvies a la realització d'un diagrama:
- Identificar les idees principals que han de ser incloses al diagrama.
- Definir qué esperem obtenir del diagrama.
- Identificar qui l'utilitzarà i com.
- Establir el nivell de detalls que requereix.
- Determinar els límits del procés a descriure.

Passos a seguir per a la construcció d'un diagrama:
- Establir l'abast del procés a descriure. Així quedarà fixat l'inici (sortida del procés anterior) i el final (entrada del procés següent) del diagrama.
- Identificar i llistar les principals activitats/subprocessos que estan inclosos en el procés a descriure i el seu ordre cronològic.
- Llistar les activitats menors (si el nivell de detall definit les inclou).
- Identificar i llistar els punts de decisió.
- Construir el diagrama segons la seqüència cronològica preestablerta, assignant els corresponents símbols.
- Assignar un títol al diagrama i verificar que estigui complet i descrigui amb exactitud el procés escollit.

## Simbologia
- Oval: Inici i final (Obre i tanca el diagrama).
- Rectangle: Activitat (Representa l'execució d'una o més activitats).
- Rombe: Decisió (Realitza una pregunta).
- Fletxa: Transició (Ordre d'execució de les activitats).
- Cercle: Connector (Representa l'enllaç de diferents activitats).
- Triangle cap avall: Arxiu definit (Desa un document de forma permanent).
- Triangle cap amunt: Arxiu temporal (Desa un document de forma temporal).
- Creu de diagonals: Destrucció de formularis.
- Barra sòlida: Fork (inici de l'execució d'activitats en paral·lel) i Join (final de l'execució d'activitats en paral·lel).
- Rectangle amb nom subratllat: Objecte (representa un objecte que pot passar-se a una altra activitat).
- Semioval: Retard.
- Trapezoide: Desar dades al sistema.
- Elipsoide: Accès per pantalla.
- Hexágon: Procés no representat.
- Pentagon: Connector

## Funcionament
El procés comença a partir del primer oval situat a la part superior del diagrama (identificat amb un 'Start' ); i acaba amb l'últim oval situat a la part inferior del diagrama (identificat amb un 'End').
De cadascuna d'aquestes activitats en deriva una transició (o fletxa) que la connecta amb la següent activitat. Una transició pot derivar cap a diverses noves transicions (branques) que indiquen les alternatives de les quals disposa el procés, l'inici i el final d'una branca s'indiquen amb un rombe (identificat amb un Branch i un Merge).
L'inici d'activitats en paral·lel i la unió de retrobament d'aquestes activitats (sincronització d'activitats) se simbolitzen amb barres sòlides (identificat amb un Fork i un Join).

## Avantatges
- Afavoreixen la comprensió del procés al mostrar-lo com un dibuix, ja que aquest diagrama substitueix diverses pàgines de text.
- Permeten identificar els problemes i les oportunitats per millorar el procés.
- Mostren les interfícies client-proveïdor i les transaccions que hi ha entre elles, facilitant l'anàlisi d'aquestes.
- Són una bona eina per poder veure de manera clara quan es realitzen millores en el procés.
- Es pot arribar a executar fent servir un ordinador.